# Fatehabad
Fatehabad ist eine Stadt (seit dem 17. November 2004 ein Municipal Council) im nordwestindischen Bundesstaat Haryana.
Die Stadt liegt 200 km nordwestlich der Bundeshauptstadt Neu-Delhi. Fatehabad ist Verwaltungssitz des gleichnamigen Distrikts. Die Stadt hatte beim Zensus 2011 70.777 Einwohner. In Fatehabad sind 92 % der Bevölkerung Hindus. Fatehabad ist in 21 Wards gegliedert.
Die nationale Fernstraße NH 10 verbindet Fatehabad mit dem 50 km südöstlich gelegenen Hisar und dem 40 km westlich gelegenen Sirsa.